# Bamă
Bama este o plantă cu fructe comestibile din familia Malvaceelor (din care fac parte și bumbacul, arborele de cacao și hibiscul). Numele științific este Abelmoschus esculentus; la noi este uzitat mai des sinonimul său Hibiscus esculentus.
Este o plantă anuală care crește până la 2 m înălțime. Frunzele au 10–20 cm lungime și sunt late, palmate, având 5–7 lobi. Florile au un diametru de 4–8 cm, cu 5 petale gălbui, adesea cu o pată roșie la baza fiecărei petale. Fructul este o capsulă verde și păroasă cu lungimea de 8–20 cm și conține numeroase semințe.

## Etimologie și origine
Numele de bamă provine din arabul bāmyah care stă la originea numelor plantei în Orientul Mijlociu, Balcani, Iran, Grecia, nordul Africii și Rusia. În vest este cunoscută sub numele de okra, cuvânt de origine africană.

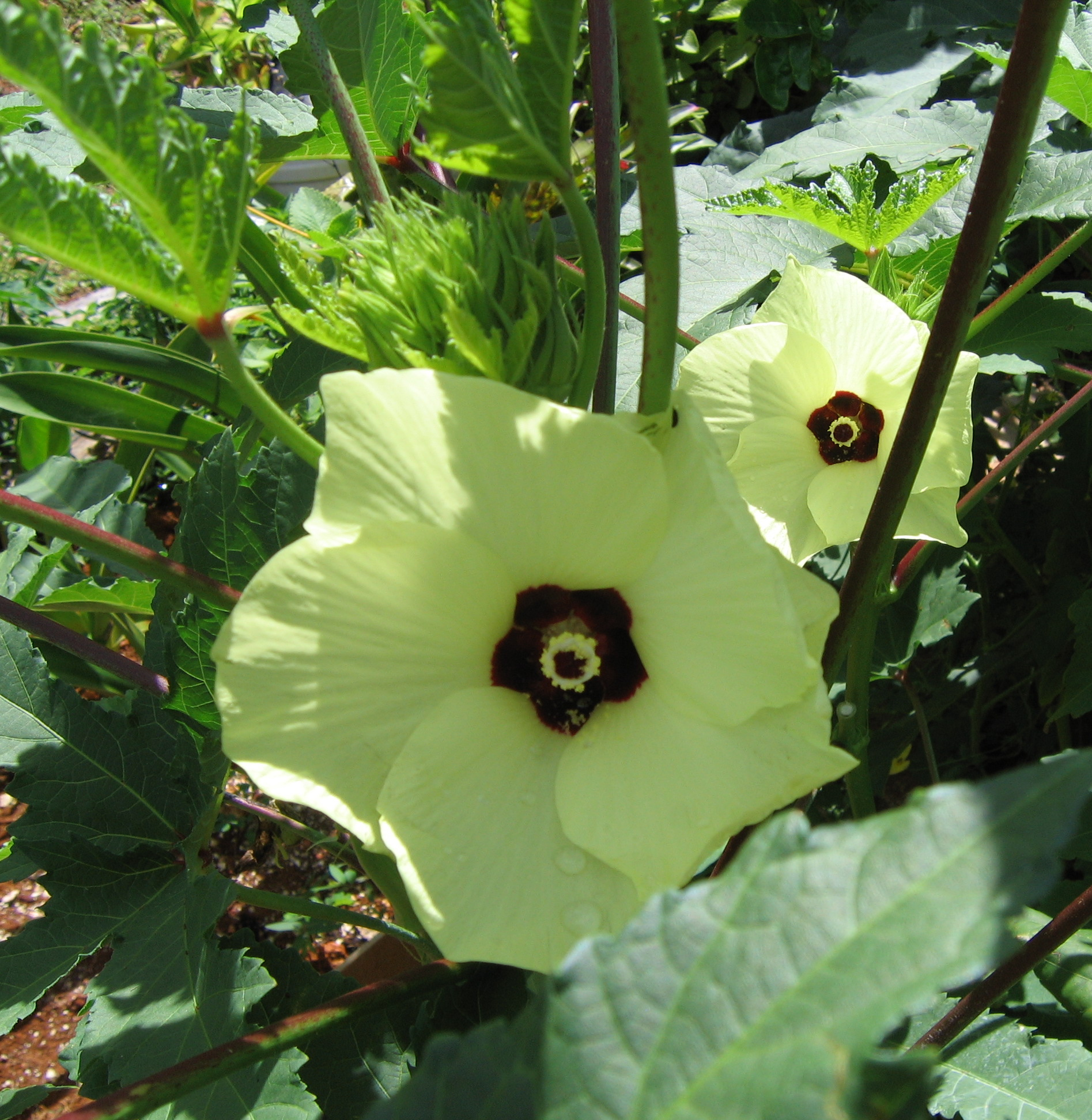
Florile de bamă

Deși felul său de răspândire este nedocumentat, planta este aparent originară din Etiopia. Egiptenii și maurii din secolele XII-XIII foloseau denumirea arabă a plantei, ceea ce sugerează o origine orientală. Din Arabia, planta s-a răspândit pe malurile Mediteranei și spre est. Ulterior planta a fost introdusă în America de Sud (semnalată în Brazilia în 1658) și apoi America de Nord (1748 în zona Philadephiei).

## Uz
Bama este cultivată în zonele tropicale și temperate mai calde pentru fructele sale fibroase care au forma unor păstăi verzi cu semințe rotunde albe. Fructele sunt culese necoapte (lungime sub 10 cm) și mâncate ca legume. Frunzele pot fi folosite la îngroșarea supelor.
În Siria,  Egipt, Grecia, Iran, Iraq, Iordania, Liban, Turcia și Yemen bamele sunt folosite mai ales pentru prepararea unor supe groase cu alte legume și cu carne. De asemenea este folosită în bucătăria indiană, braziliană și caraibeană.

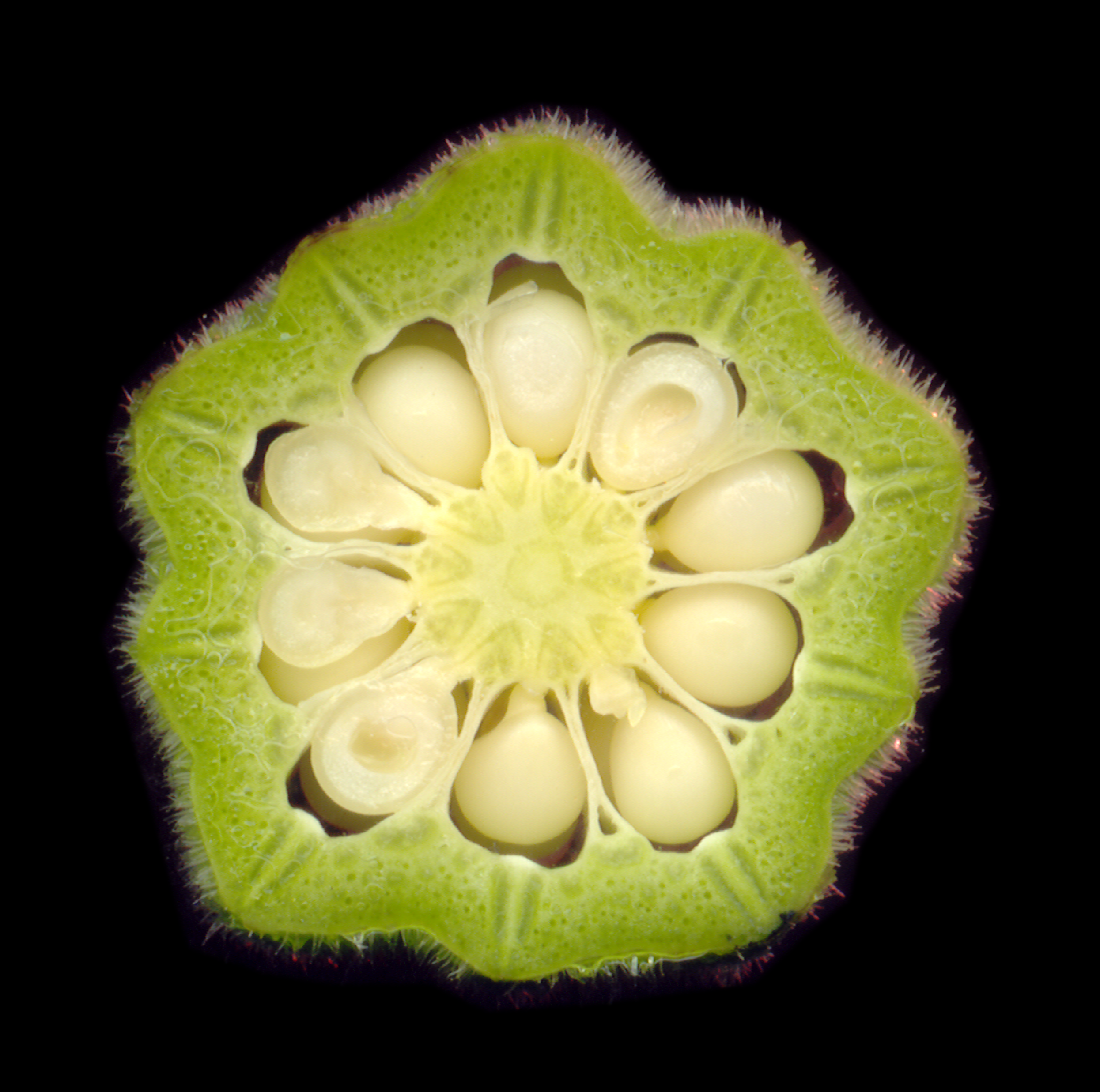
O secțiune transversală a fructului

## Cultivare
Pentru cultivare, semințele sunt înmuiate peste noapte și apoi îngropate 1–2 cm. Germinarea are loc între 6 zile (semințele înmuiate) și 3 săptămâni. Păstăile devin repede fibroase și trebuie culese în cel mult o săptămână de la polinare.
Bama este una dintre legumele cele mai rezistente la căldură și secetă și tolerează solurile argiloase.

## Legături externe
- „Bamă” la DEX online